# Trimethylindium
Trimethylindium, vaak afgekort tot TMI of TMIn, is een organo-indium-verbinding met de formule {\displaystyle {\ce {C3H9In}}} of met meer nadruk op de structuur: {\displaystyle {\ce {In(CH3)3}}}. Het is een kleurloze, vaste pyrofore stof. In tegenstelling tot trimethylaluminium, maar net als trimethylgallium, (methylverbindingen met elementen uit dezelfde groep) is TMI monomeer.

## Synthese
Van TMI zijn verschllende syntheses bekend:
- De Grignardreactie van indium, magnesium en broommethaan levert, na intermediaire vorming van methylmagnesiumbrimde, TMI op.[4]

{\displaystyle {\ce {2\ In\ +3Mg+\ 6CH3Br->\ 2In(CH3)3\ +\ 3MgBr2}}}
- Een tweede methode wordt gevormd door de metathese van Indium(III)chloride of Indium(III)bromide met Methyllithium.[4][5]

{\displaystyle {\ce {nCl3\ +3LiCH3\ ->\ 3LiCl\ +\ In(CH3)3}}}
- Een laatste mogelijkheid wordt gevord door de transmetallatie van metallisch indium met dimethylkwik bij 135 °C.[4][5]

{\displaystyle {\ce {2 In \ + \ 3 Hg(CH3)2 \ -> \ 3 Hg \ + \ 2 In(CH3)3}}}

## Eigenschappen
In vergelijking met trimethylaluminium en trimethylgallium, is {\displaystyle {\ce {In(CH3)3}}} een zwakker lewiszuur. Het vormt adducten met secondaire amines en fosfines. Van een complex met de heterocyclische triazine ligand {\displaystyle {\ce {(i-PrNCH2)3}}} is de structuur vastgesteld: Indium is zesvoudig gecoördineerd. De {\displaystyle {\ce {C-In-C}}}-hoeken zijn 114°−117°. Met triazine worden drie lange bindingen van 278 pm gevormd, de {\displaystyle {\ce {N-In-N}}}-hoek is 48.6°.

## Structuur
In de gasfase is {\displaystyle {\ce {In(CH3)3}}} monomeer, met een trigonale, vlakke structuur. In benzeen-oplossingen vormt TMI tetrameren.
Als vaste stof komt TMI in twee vormewn voor: een tetragonale fase die ontstaat bij sublimatie, en een rombische fase met een lagere dichtheid die in 2005 gevonden werd toen TMI omgekristalliseerd werd uit hexaan.
In de tetragonale vorm is {\displaystyle {\ce {In(CH3)3}}} tetrameer zoals in de benzeen-oplossing en treden er bruggen op tussen de tetrameren, waardoor een oneindig netwerk ontstaat. Elk indium-atoom is vijfvijdig gecoördineerd in een vervormde trigonale bipyramide, in heg equatoriale vlak zijn de drie bindingen kort (ca. 216 pm) de axiale bindingen die de {\displaystyle {\ce {In(CH3)3}}}-eenheden tot tetrameren binden zijn met 308 pm duidelijk langer. De In-C bindingen die de tetrameren tot het netwerk koppelen zijn nog langer, 356 nm. In vaste toestand vertonen trimethylgallium ({\displaystyle {\ce {Ga(CH3)3}}}) en trimethylthallium ({\displaystyle {\ce {Tl(CH3)3}}}) een vergelijkbare structuur. De vorming van het netwerk in de vaste toestand is verantwoordelijk voor het relatief hoge smeltpunt van 89°-89,8 °C in vergelijking met tri-ethylindium dat al smelt bij −32 °C.
De rombische vorm van {\displaystyle {\ce {In(CH3)3}}} vormt cyclische hexameren, waarbij de ring uit 6 {\displaystyle {\ce {C-In}}}-eenheden bestaat. De hexameren vormen ook een oneindig netwerk. De indium-atomen zijn opnieuw vijf-gecoördineerd met equatoriale C-In -bindigslengten van 216,7 pm, axiale C-In-bindingen (binnen het hexameer) van 302,8 pm en 313,4 pm voor de bindingen die het netwerk vormen.

## Toepassingen in de microelectronica
Indium is een component in verschillende halfgeleiders, waaronder indiumfosfide ({\displaystyle {\ce {InP}}}), indiumarside ({\displaystyle {\ce {InAs}}}), indiumnitride ({\displaystyle {\ce {InN}}}), indiumantimonide ({\displaystyle {\ce {InSb}}}, Indium gallium arsenide {{\displaystyle {\ce {GaInAs}}}, Aluminium gallium indium phosphide ({\displaystyle {\ce {AlGaInP}}}), {\displaystyle {\ce {AlInP}}}, and {\displaystyle {\ce {AlInGaNP}}}. Deze materia;en worden allemaal verkregen via metalorganische dampfase epitaxy (MOVPE <Eng.: metalorganic vapour-phase epitaxy) waarbij TMI meestal gebruikt wordt als de component waarmee het indium geleverd wordt. Een hoge graad van zuiverheid is in deze procedure vereist (99.9999% pure or greater).

### Dampdrukvergelijking
De dampdruk van TMI wordt beschreven met de vergelijkingequation log(P) = 10,98−3204/T. De druk P wordt hierbij uitgedrukt in torr, de temperatuur T in kelvin. Voor de meeste MOVPE-toepassingen voldoet deze formule.

## Veiligheid
TMI is een pyrofore stof.